# 安乐塔
安乐塔俗称天宝塔、雌宝塔，位于中国浙江省杭州市余杭区余杭街道东南安乐山（俗称宝塔山）顶，今塔山公园内，始建于五代吴越时，传时有吴越王子在此筑庵养病而愈，故名安乐，又因位于原余杭县城东南（巽位），故又被视为一县之文峰。原塔为五层，明代增筑为七层，并与万历时所筑的舒公塔隔南苕溪遥相对峙，形成“双塔耸秀”景观。
今塔为七层六面的楼阁式砖塔，高35.28米，底径8.6米，每层南北两面相对辟门，其余四面辟火焰形龛（第五层除外，为四门两龛，除南北方向外又在东南、西北方向相对辟门），内壁砌出四个券顶佛龛。其中一至四层外壁用砖雕出倚柱、阑额和斗拱，早期风貌尚存，五至七层外壁朴素无华，为明代增建。塔内为壁内折上式结构，设砖石台阶以供登临，登塔可览余杭全貌。但因其白色塔身屡遭涂鸦，今已封闭保护，不能登临。